# Anita Buma
Anita Gerry Johanna Buma (Groningen, 1958) és una professora d'universitat i investigadora antàrtica neerlandesa, més coneguda pel seu treball sobre ecofisiologia de microalgues marines. És la primera investigadora neerlandesa a l'Antàrtida.

## Joventut i estudis
Buma va obtenir el màster en biologia a la Universitat de Groningen (1984). Després es va traslladar al Reial Institut Neerlandès de Recerca Marina (Nederlands Instituut voor Zeeonderzoek, NIOZ), a Texel (Països Baixos) on va iniciar la seva investigació doctoral sobre el creixement del fitoplàncton i la composició d'espècies de l'Antàrtida. A invitació de l'Institut Alfred Wegener per la recerca polar i marina (Alemanya), va participar en dues campanyes de camp (Ark III, branques 1,2 i 3) a l'estret de Fram, a l'Àrtida, el 1985, on va estudiar l'abundància de fitoplàncton i la composició d'espècies. Buma va defensar la seva tesi doctoral el 1992 a la Universitat de Groningen sobre factors que controlen el creixement del fitoplàncton i la composició d'espècies a l'oceà Antàrtic.

## Carrera
La investigació de Buma se centra en l'ecofisiologia i la diversitat microalgues (marines) en resposta al canvi climàtic. Entre els temes d'investigació específics s'inclouen els impactes d'oligoelements, l'increment dels raigs ultraviolats i la dinàmica canviant de les aigües que provenen del desglaç de les glaceres, i sobre el creixement i la diversitat del fitoplàncton marítim de l'Antàrtida.
Des del 1992, Buma va investigar els possibles impactes adversos de la radiació UV-B en el fitoplàncton de l'Antàrtida, com a resultat de l'esgotament de l'ozó estratosfèric. Com a resultat d'aquest treball, va obtenir una beca Meervoud el 2002 per l'Organització Neerlandesa per a la Recerca Científica (Nederlandse Organisatie voor Wetenschappelijk Onderzoek, NWO). Aquesta investigació es va centrar en els "Efectes dels oligoelements nutrients sobre la defensa potencial del fitoplàncton oceànic davant la radiació ultraviolada solar". Dins d'aquest projecte, va treballar durant un any a la Divisió Antàrtica australiana, a Kingston (Tasmània), com a investigadora convidada. Buma és cap del Departament d'Ecosistemes Oceànics de la Facultat de Matemàtiques i Ciències Naturals de la Universitat de Groningen des de gener de 2012.
Va ser membre del Comitè Polar dels Països Baixos entre setembre de 2010 i agost de 2014, i membre del comitè holandès SCAR entre el 2005 i el 2010. També va ser membre del Comité Assessor Científic de l'Estació de Recerca Dallmann (una estació de recerca trilateral: Argentina, Alemanya i Països Baixos), a Illa del rei George, entre el 2006 i el 2011, i del Comitè Directiu Científic de l'Estació de Recerca de Rothera, a la Península Antàrtica, entre el 2011 i el 2013.
Buma va coordinar el llibre de divulgació científica neerlandès Door de kou bevangen (Coberta pel fred, 2016), que descriu una cinquantena d'anys de la investigació polar neerlandesa.

## Articles destacats
- Buma, A.G.J., H.J.W. de Baar, R.F. Nolting, A.J. van Bennekom. 1991. Metal enrichment experiments in the Weddell-Scotia Seas: Effects of iron and manganese on various plankton communities. Limnol. Oceanogr. 36(8): 1865-1878[4]
- Alderkamp A.C., Mills M.M., Van Dijken G.L., Laan P., Thuroczy C.E., Gerringa L.J.A., De Baar H.J.W., Payne C., Tortell P., Visser R.J.W., Buma A.G.J., Arrigo K.R. 2012. Iron from melting glaciers fuels phytoplankton blooms in Amundsen Sea (Southern Ocean): Phytoplankton characteristics and productivity. Deep-Sea Research 71-76: 42-48[5]